# NGC 2416
NGC 2416 je galaksija u zviježđu Malom psu.

## Vanjske poveznice
- SEDS: NGC 2416